# Ulrich Kamecke
Ulrich Kamecke (* 7. Dezember 1957 in Bonn) ist ein deutscher Mikroökonom und Professor an der Humboldt-Universität zu Berlin. Von 2012 bis 2016 war er zudem Dekan der Wirtschaftswissenschaftlichen Fakultät.